# Auvillars-sur-Saône
Auvillars-sur-Saône är en kommun i departementet Côte-d'Or i regionen Bourgogne-Franche-Comté i östra Frankrike. Kommunen ligger i kantonen Seurre som tillhör arrondissementet Beaune. År 2022 hade Auvillars-sur-Saône 339 invånare.

## Befolkningsutveckling
Antalet invånare i kommunen Auvillars-sur-Saône
Referens:INSEE